# Куланський сільський округ (Нуринський район)
Кула́нський сільський округ (каз. Құлан ауылдық округі, рос. Куланский сельский округ) — адміністративна одиниця у складі Нуринського району Карагандинської області Казахстану. Адміністративний центр та єдиний населений пункт — село Куланотпес.
Населення — 304 особи (2021; 463 у 2009, 1065 у 1999, 1610 у 1989).
Станом на 1989 рік існувала Донська сільська рада (села Кістаубай, Куланотпес, Оразали). 2009 року було ліквідовано село Оразали. До 2022 року сільський округ називався Донським.

## Склад
До складу округу входять такі населені пункти:
| Населений пункт  | Населення, осіб (1989) | Населення, осіб (1999) | Населення, осіб (2009) | Населення, осіб (2021) |
| ---------------- | ---------------------- | ---------------------- | ---------------------- | ---------------------- |
| Кистаубай, село  | 232                    | -                      | -                      | -                      |
| Куланотпес, село | 1352                   | 1055                   | 450                    | 304                    |
| Оразали, село    | 26                     | 10                     | 13                     | -                      |